# Tension thermique
La tension thermique (symbole Vth), est utilisée dans certaines équations liées aux transistors : {\displaystyle V_{th}={\frac {k\;T}{q}}}, avec k constante de Boltzmann, T température, q charge élémentaire.
Pour une température de 25 °C cela donne :
{\displaystyle V_{th}={\frac {1{,}380\,649\times 10^{-23}\times (25+273{,}15)}{1{,}602\,176\,634\times 10^{-19}}}=0{,}025\,69\ {\rm {V}}}